# Меморијални центар „Никола Тесла”
Меморијални центар „Никола Тесла“  је културно-историјски локалитет и музеј који се налази у Смиљану, у родној кући Николе Тесле, једног од најистакнутијих светских инжењера и проналазача. Посвећена је Тесли, који је рођен 1856. године у српској родитељској кући у Смиљану , тада у саставу Хрватске војне крајине у оквиру Хабзбуршке монархије. Млади инжењер је касније напустио домовину да би радио у Сједињеним Америчким Државама. Локалитетом управља Музеј Лике у оближњем Госпићу.

## Историја
Меморијални центар отворио се за јавност на 150. годишњицу Теслиног рођендана, 10. јула 2006. године, од стране председника Републике Хрватске. Првобитно спомен-подручје је први пут основано као музеј 1956. године, али је оштећено током Домовинског рата када је пројектил пао на пословну зграду поред куће Николе Тесле. Пожар је на крају угасила Хрватска војска која је намештај и друге сачуване предмете пренела у Музеј Лика. Хрватске власти су обновиле комплекс и поново га отвориле на церемонији 2006. године, уз присуство највиших званица Хрватске и Србије. После рата је реновиран, унапређен, опремљен и отворен као Меморијални центар 2006. године.

## Архитектура и експонати
На својој површини од 1,37 квадратних километара, меморијални комплекс садржи различите компоненте: музеј у родној кући  Николе Тесле (где су детаљи његовог живота приказани у сталној поставци артефаката, докумената, фотографија и аудиовизуелног материјала), Српска православна црква Светог Петра и Павла, стара пољопривредна зграда, сеоско гробље, Теслина испитна станица, камени споменици, клупе и обале реке по пројекту архитекте Зденка Колација, метална статуа Николе Тесле вајара Милета Блажевића, отворено- ваздушни аудиторијум, прототипови неких Теслиних проналазака  (индукциони мотор, Теслина турбина, ротационо магнетно поље, Теслин калем), мултимедијални центар итд.
У Меморијалном центру се повремено организују разне научне и едукативне активности или презентације. Последњих година број посетилаца који долазе на сајт стално расте. Центар је 2016. посетило 41.000 туриста из многих земаља из целог света  У 2018. години овај број је порастао на преко 44.000 људи.

## Галерија
- Пријемна зграда Меморијалног центра
- Туристи посећују Меморијални центар
- Улаз у Теслину родну кућу
- Зграде и околина
- Теслина експериментална станица
- Теслин калем
- Мултимедијални центар
- Масовна гробница 560 побијених Срба од хрватских усташа у доба НДХ. Налази се поред Теслине родне куће и цркве Св. Петра и Павла